# Peter Dinzelbacher
Peter Dinzelbacher (* 14. července 1948) je rakouský historik zabývající se evropským středověkem.
Peter Dinzelbacher se narodil v Linci. Po absolvování střední školy studoval historii, dějiny umění, folkloristiku, filosofii a klasickou filologii na univerzitách ve Štýrském Hradci a ve Vídni. V roce 1985 byl jmenován profesorem na univerzitě ve Stuttgartu.
Ve svém výzkumu se zaměřuje především na dějiny mentalit, mystiku, religiozitu, ženské dějiny a kulturní a sociální dějiny středověku.
Některé z jeho monografií, například Světice, nebo čarodějky? či Poslední věci člověka, byly přeloženy také do češtiny.